# Championnats du monde de cyclisme sur piste 1957
Navigation
Copenhague 1956 Paris 1958
Les Championnats du monde de cyclisme sur piste 1957 ont eu lieu du 10 au 15 août à Rocourt, en Belgique.

## Résultats

### Podiums professionnels

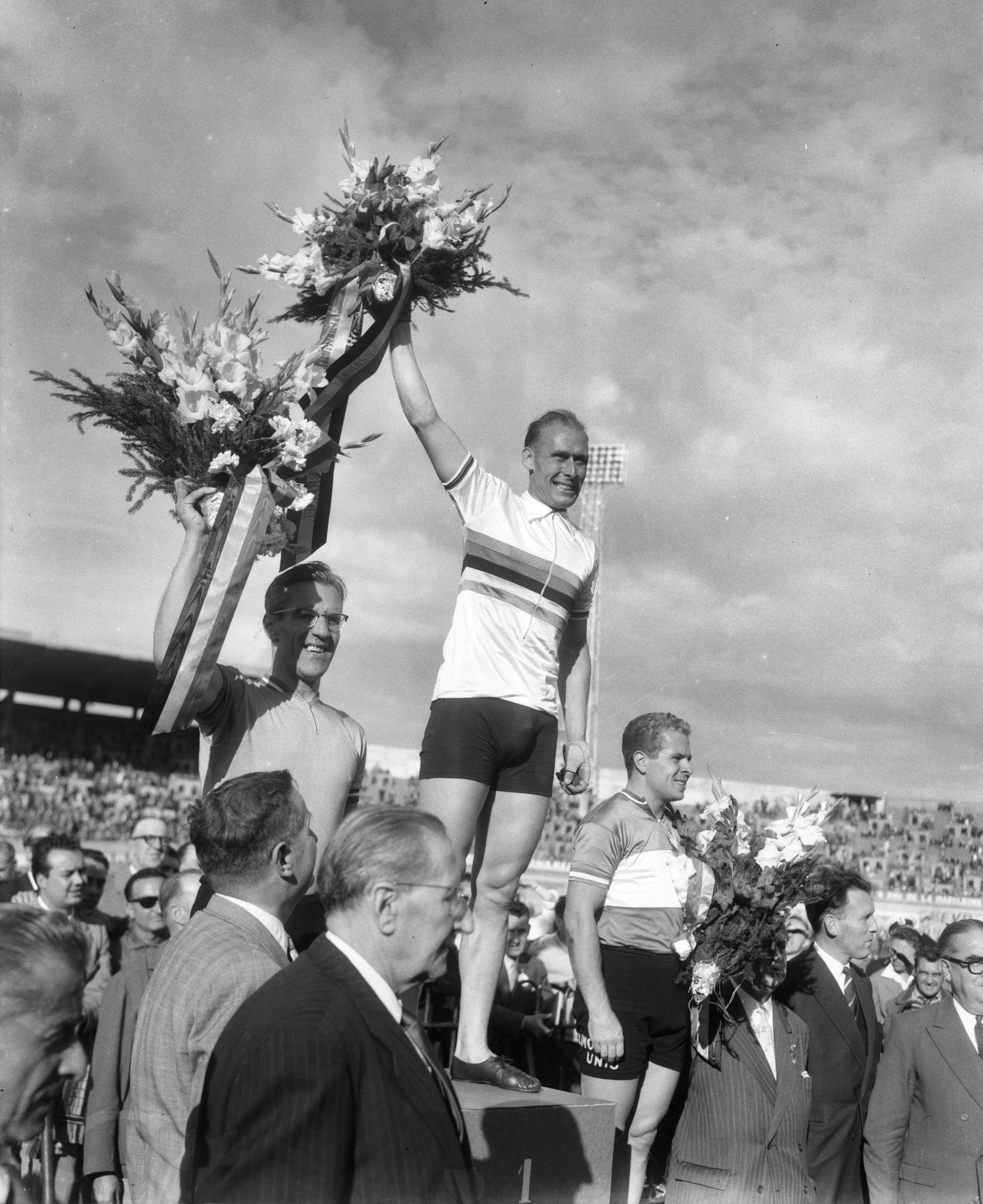
Arie van Vliet, Jan Derksen et Roger Gaignard sur le podium du championnat du monde de vitesse.

| Compétition | Or                    | Argent                  | Bronze                  |
| ----------- | --------------------- | ----------------------- | ----------------------- |
| Vitesse     | Jan Derksen Pays-Bas  | Arie van Vliet Pays-Bas | Roger Gaignard France   |
| Poursuite   | Roger Rivière France  | Albert Bouvet France    | Guido Messina Italie    |
| Demi-fond   | Paul Depaepe Belgique | Walter Bucher Suisse    | Graham French Australie |

### Podiums amateurs
| Compétition | Or                     | Argent                   | Bronze                       |
| ----------- | ---------------------- | ------------------------ | ---------------------------- |
| Vitesse     | Michel Rousseau France | Guglielmo Pesenti Italie | Valentino Gasparella Italie  |
| Poursuite   | Carlo Simonigh Italie  | Franco Gandini Italie    | Albertus Geldermans Pays-Bas |

## Tableau des médailles
| Rang | Nation    | Or | Argent | Bronze | Total |
| ---- | --------- | -- | ------ | ------ | ----- |
| 1    | France    | 2  | 1      | 1      | 4     |
| 2    | Italie    | 1  | 2      | 2      | 5     |
| 3    | Pays-Bas  | 1  | 1      | 1      | 3     |
| 4    | Belgique  | 1  | 0      | 0      | 1     |
| 5    | Suisse    | 0  | 1      | 0      | 1     |
| 6    | Australie | 0  | 0      | 1      | 1     |
|      | TOTAL     | 5  | 5      | 5      | 15    |